# Rimmel
Rimmel London – brytyjskie przedsiębiorstwo kosmetyczne, założone w 1834 roku przez Eugene Rimmel w Londynie. Twarze marki to: supermodelki Kate Moss, Lily Cole i Georgia May Jagger oraz piosenkarka Sophie Ellis-Bextor.